# 馮若舒
馮若舒（？—1597年），號漢醇，浙江宁波府慈谿人，明朝政治人物。

## 生平
萬曆十九年（1591年）辛卯科順天府鄉試舉人。萬曆二十年（1592年），登壬辰科第二甲第四十八名進士，大理寺觀政，二十二年授刑部主事。二十四年差关外审决，二十五年卒。

## 家族
曾祖馮禾；祖父馮爕，封池州知府；父馮叔吉，癸丑进士，歷升湖廣左布政使。從兄馮若愚，萬曆乙未進士。馮若呂，萬曆應天壬午舉人。